# Borja Valle
Borja Valle Balonga (ur. 9 lipca 1992 w Ponferradzie) – hiszpański piłkarz występujący na pozycji napastnika w rumuńskim klubie Dinamo Bukareszt.

## Kariera
Jest wychowankiem klubu SD Ponferradina. W pierwszej drużynie Ponferradiny zadebiutował 9 maja 2010 w przegranym 1:0 meczu z Zamora CF, wchodząc w 73. minucie za Omara Sampedro. Na koniec sezonu awansował z klubem do Segunda División. 12 marca 2011 strzelił swoją pierwszą bramkę w meczu przeciwko Albacete Balompié. Ponferradina wygrała ten mecz 2:1. Później był wypożyczany do Celta Vigo B i CD Ourense, który po wypożyczeniu wykupił piłkarza.
Latem 2014 przeniósł się do Realu Oviedo. W sezonie 2014/15 jego drużyna zdobyła mistrzostwo Segunda División B i awans do Segunda División. Łącznie w drużynie z Oviedo rozegrał 56 meczów i strzelił 15 bramek.
21 czerwca 2016 klub Deportivo La Coruña poinformował, że Valle zostanie ich zawodnikiem. 26 sierpnia 2016 rozegrał swój pierwszy mecz w Deportivo, zmieniając Florina Andone pod koniec meczu z Realem Betis, który zakończył się bezbramkowym remisem. 18 stycznia 2017 został wypożyczony do Elche CF do końca sezonu 2016/17. Po zakończeniu wypożyczenia Valle spędził jeszcze trzy sezony, po czym odszedł z klubu.
7 września 2020 podpisał dwuletni kontrakt z Dinamem Bukareszt.